# Tabarin (film)
Tabarin è un film del 1958 diretto da Richard Pottier.